# Чертаново (центр образования)
Государственное бюджетное нетиповое общеобразовательное учреждение города Москвы "Спортивный Интернат «Чертаново» Департамента спорта города Москвы (ГБНОУ СИ «Чертаново») — учебное заведение Департамента физической культуры и спорта Правительства Москвы, ведущее обучение и подготовку юных футболистов из Москвы и других городов России.
В структуру ГБОУ ЦСО «Чертаново» входят Специализированная детско-юношеская спортивная школа олимпийского резерва (футбол, мужское и женское отделения), средняя общеобразовательная школа, детский оздоровительно-образовательный центр, интернат для юных футболистов и «Арена Чертаново». Кроме того, созданы многочисленные команды выступающие в раздичных соревнованиях, в том числе «Чертаново» и ЖФК «Чертаново».

## История
В школе центра образования «Чертаново» существуют два футбольных отделения — мужское и женское.
В 1976 году в ДЮСШ № 1 Советского района г. Москвы открылось отделение футбола под руководством Шевернева Бориса Николаевича. Впоследствии отделение получило статус школы олимпийского резерва. В 1981 году появилась СДЮШОР № 3 по футболу. В 1988 году на базе спортивной школы открылась общеобразовательная школа. В 1991 году из четырёх структурных подразделений Шеверневым был создан Центр образования «Чертаново», в который вошли СДЮСШОР, общеобразовательная школа, ДООЦ и детский сад.

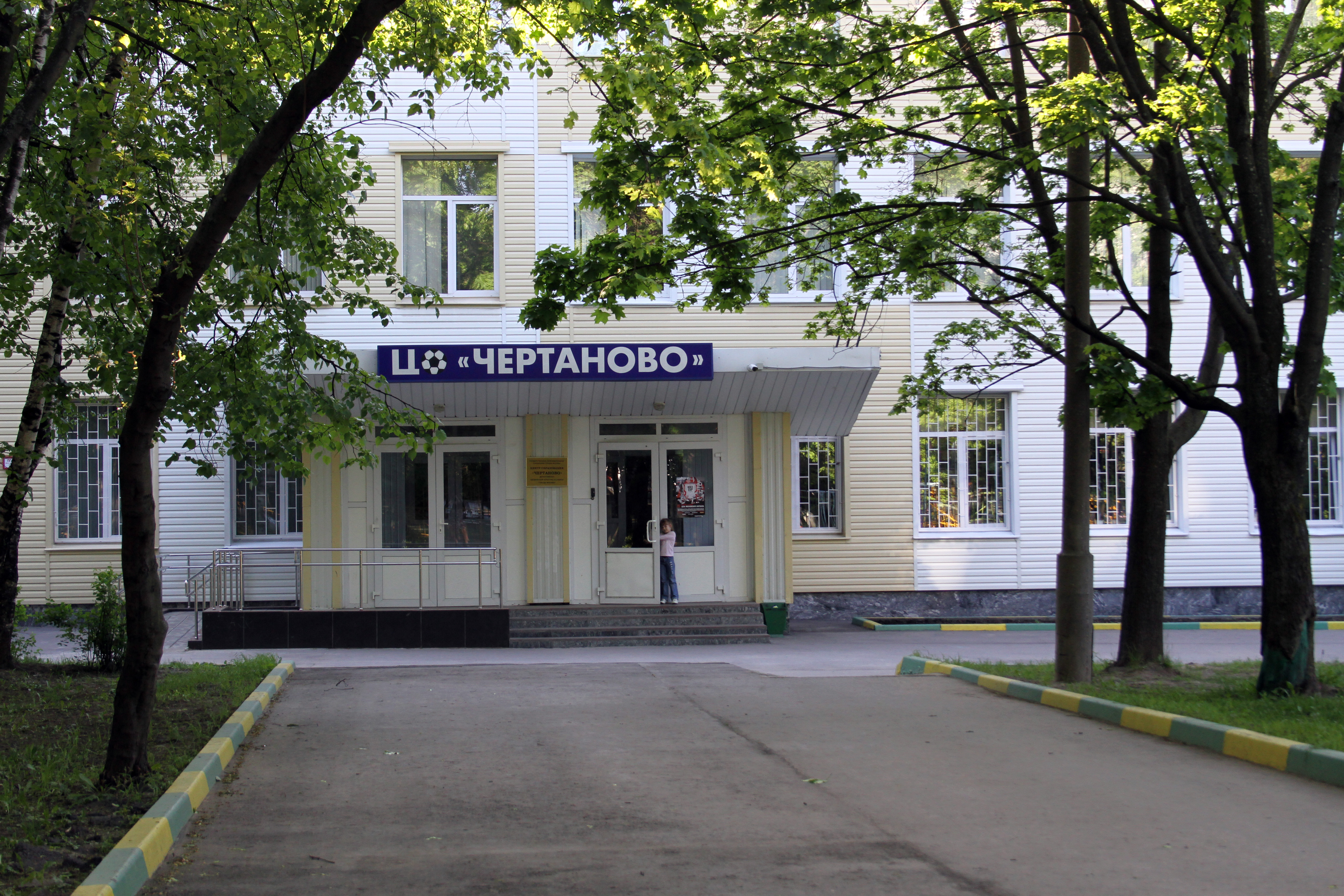
Футбольная школа «Чертаново»

В 2013 году было создано второе отделение футбольной школы «Чертаново»-2. Воспитанники второго отделения по итогам сезона-2014 добились права выступать в третьем дивизионе Первенства Москвы.
Интернат Центра образования «Чертаново» открылся в 2009 году. В нём проживают 70 юных футболистов. С 2008 года центр возглавлял Николай Ларин, 30 марта 2021 стало известно о назначении на должность директора академии Ильи Савченко, ранее возглавлявшего футбольную школу «Смена».
Резонансным случаем стало приговорение Ларина к трём годам лишения свободы в исправительной колонии общего режима 28 сентября 2022 года по обвинению в мошенничестве (в 2021 году, через несколько недель после того как он покинул пост директора «Чертаново», он был задержан, вскоре выпущен, но дело было передано в суд). В 2023 году Ларин вышел на свободу в связи с заменой срока наказания на условный в два с половиной года. Ларину вменялось специальное завышение численности занимающихся в учреждении, чтобы получать повышенное финансирование, в частности для тренеров (Замоскворецким районным судом было установлено, что ущерб от действий Ларина составил 36 млн 211 тыс. рублей). При Ларине академия «Чертаново» называлась одной из лучших в стране, при нём она выпустила более двух десятков футболистов, заигравших на уровне Российской премьер-лиги. Среди них: Максим Витюгов, Максим Глушенков, Юрий Горшков, Роман Ежов, Антон Зиньковский, Александр Зуев, Александр Коваленко, Иван Ломаев, Сергей Пиняев, Данил Пруцев, Владислав Сарвели, Артём Соколов, Александр Солдатенков, Наиль Умяров, Дмитрий Цыпченко, Денис Якуба и другие.

## Сборные Москвы и России

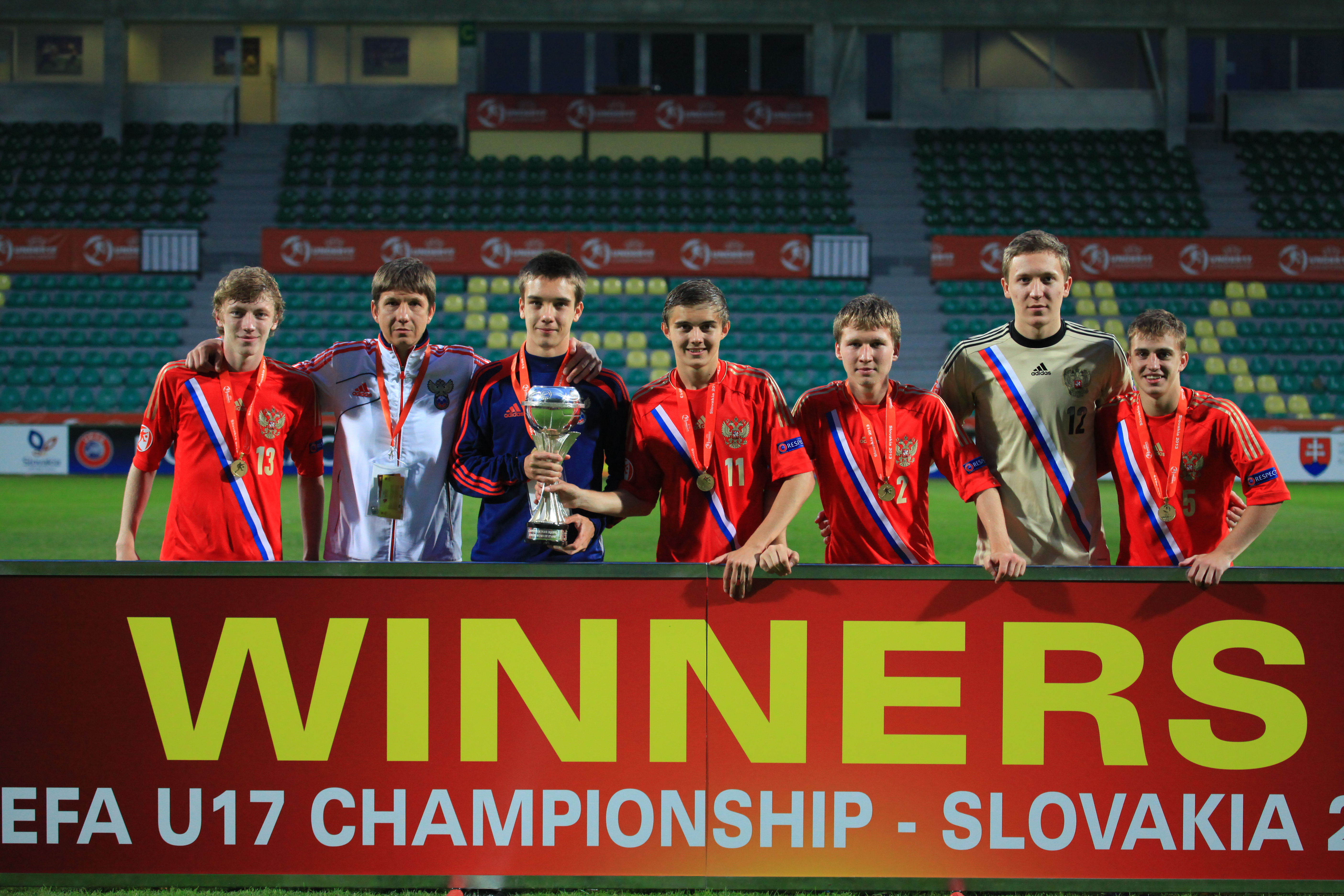
Пять воспитанников «Чертаново» — чемпионы Европы U-17 2013 года.

Футбольная школа «Чертаново» является базовой для мужских и женских сборных Москвы различных возрастов.
Чертановцы регулярно выступают за юношеские сборные России. Пять из них — обладатели золотых медалей Чемпионата Европы по футболу среди юношей до 17 лет в мае 2013 года. Чемпионами Европы стали защитники Владислав Паршиков и Денис Якуба (в «Чертаново» оба играют на позиции опорных полузащитников), полузащитники Александр Зуев, Егор Рудковский и нападающий Максим Майрович.

## Первенство Москвы по футболу среди СДЮШОР, ДЮСШ ДЮФК, СК

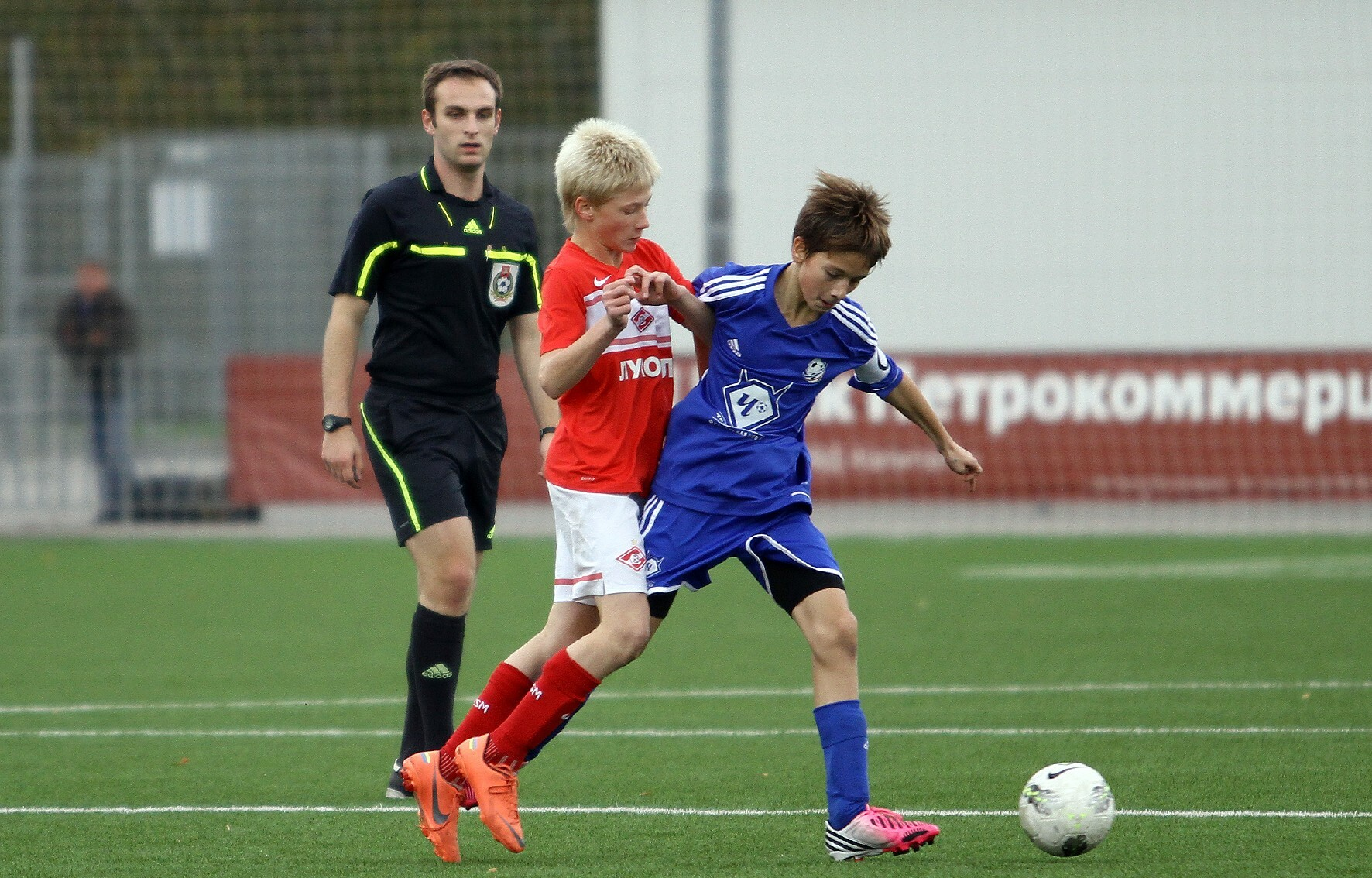
Летнее первенство Клубной Лиги. Матч команд 2000 г.р. «Чертаново» — «Спартак». Капитан «Чертаново» Дмитрий Великородный (справа).

За время существования футбольной школы «Чертаново», несколькие команды её мужского отделения завоёвывали право выступать в элитных дивизионах чемпионата Москвы по футболу среди ДЮСШ и СДЮСШОР. В 2009 году чертановцы по итогам сезона в высшей лиге впервые вышли в элитный дивизион, получивший название «Клубная лига», всеми возрастами.

## ФК «Чертаново»
Выпускники СДЮСШОР «Чертаново» и футболисты старших команд имеют возможность получать игровую практику в матчах за команды «Чертаново».

## Достижения
В 1-м туре чемпионата России-2022/23 выпускники московской футбольной школы «Чертаново» установили достижение, забив шесть мячей. При этом всего в стартовом туре нового турнира премьер-лиги на поле выходили 17 чертановских воспитанников.

## Кубок Колыванова
С 2009 года Центр образования «Чертаново» проводит Международный футбольный турнир на Кубок Игоря Колыванова. Турнир проходит в первой половине января в манеже «Чертаново». Победителями турнира становились: в 2009 году — ЦСКА (Москва), в 2010 и 2011 годах — «Локомотив» (Москва), в 2012 году — «Чертаново» (Москва), в 2013 году — «Динамо» (Киев). В 2014 году турнир выиграла команда «Шахтёр» (Донецк). В 2015 году — команда «Зенит» (Санкт-Петербург).